# Vectrix VX-2
Der Vectrix VX-2 ist ein Elektromotorroller der Vectrix Corporation, welcher in China von der Nanjing Vmoto Manufacturing Co., Ltd. gefertigt wurde.

## Allgemeines
Der Roller besitzt unter dem Sitz einen abschließbaren Stauraum, in dem Ladegerät und Bordwerkzeug mitgeführt werden können.
Optional kann eine Gepäckbrücke mit einem Topcase montiert werden. Durch seine Spezifikation darf er in Deutschland in der 45-km/h-Version mit dem Führerschein ab Klasse M (Kleinkraftrad) oder mit dem Autoführerschein Klasse B gefahren werden. Die ungedrosselte Version bis 75 km/h erfordert Führerscheinklasse A oder A1 (auch Klasse 3 vor dem 1. April 1980) und zählt als Leichtkraftrad.
Der Vectrix VX-2 ist keine komplette Neuentwicklung, sondern basiert technisch auf dem E-Maxx 110s. Er unterscheidet sich allerdings sowohl in der Verkleidung, als auch in der Motorelektrik.

## Technisches
Der Roller besitzt einen bürstenlosen permanenterregten Gleichstrommotor mit integriertem Planetengetriebe im Hinterrad, der durch einen Controller von Sevcon angesteuert wird und regeneratives Bremsen, also ein Zurückspeisen von Bremsenergie in die Traktionsbatterie ermöglicht. Das Federbein der Einarmschwinge ist einstellbar und kann so auf verschiedene Belastungen angepasst werden. Vorn und hinten sind hydraulische Scheibenbremsen vorhanden, die im normalen Fahrbetrieb durch die sehr gut dosierbare Rekuperation kaum benötigt werden. Zum Rekuperieren und Rangieren kann der Gasdrehgriff in Gegenrichtung betätigt werden. So wird aus dem Stand auch ein Rückwärtsgang mit niedriger Geschwindigkeit realisiert. Die Steuereinheit von Vectrix und der Motorcontroller kommunizieren dabei über CAN-Bus.

## Ausführungen und Varianten
Der Roller wird entweder mit einer Traktionsbatterie aus Bleiakkumulatoren, oder mit Lithiumakkumulatoren angeboten. Diese gibt es jeweils mit verschiedenen Kapazitäten und Reichweiten:
- Bleiakkumulatoren, 4 Stück 12 V/60 Ah, 2,88 kWh, 96 kg Reichweite 50 km
- Bleiakkumulatoren 4 Stück 12 V /75 Ah, 3,60 kWh, 98 kg Reichweite 60 km
- Lithiumakkumulatoren 2,0 kWh, Reichweite 50 km
- Lithiumakkumulatoren 3,0 kWh, Reichweite 90 km

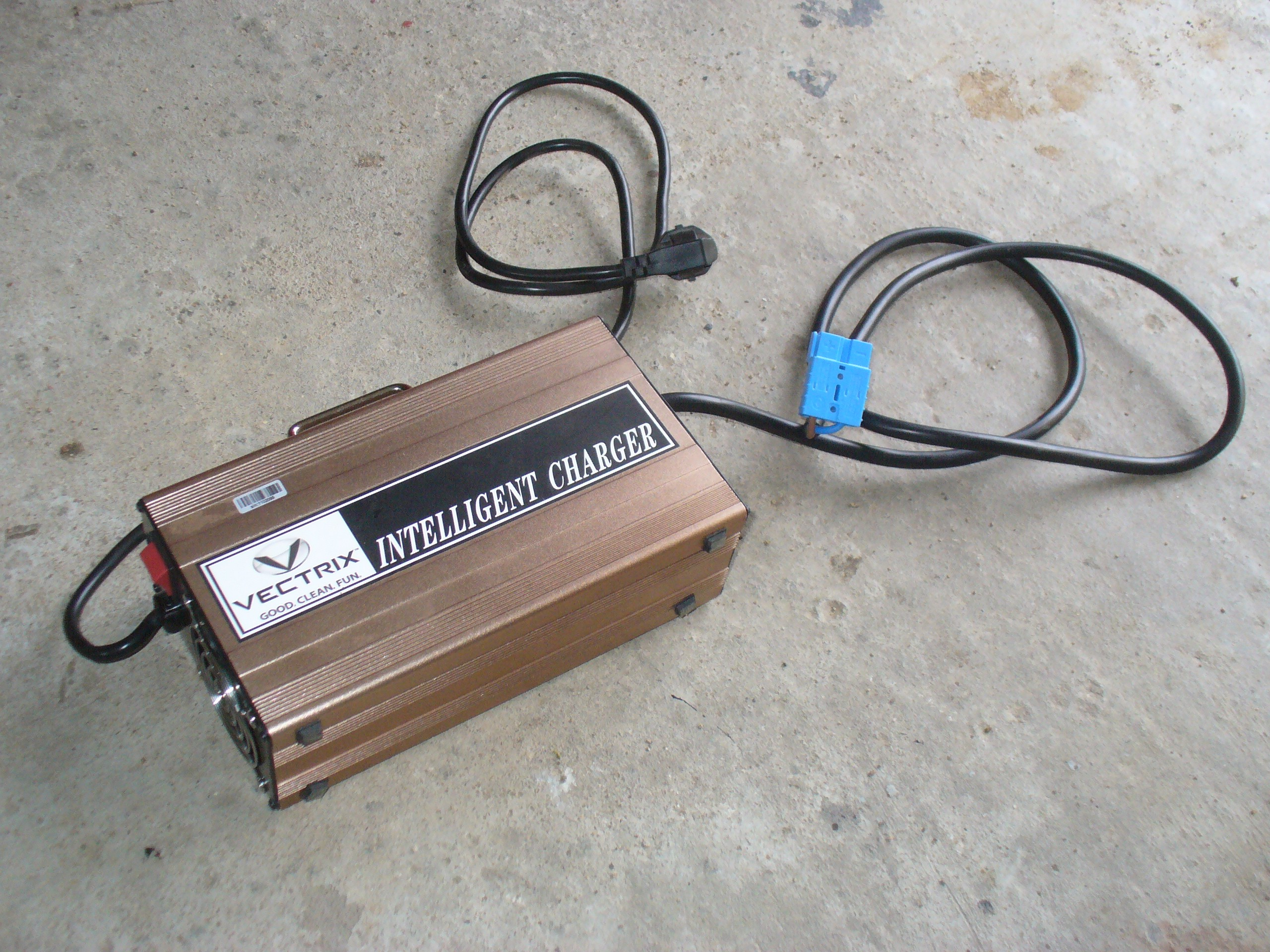
Elektroroller Vectrix VX-2, original mitgeliefertes Ladegerät für die Bleiakkumulatoren 230V AC, 48 V DC/20 A

Während die Bleiakkumulatoren fest im Akkutrog verbaut sind, können die Lithiumakkumulatoren als portable Boxen auch entnommen werden.
Die Betriebsspannung der Traktionsbatterie beträgt ca. 50 Volt. Das mitgelieferte Batterieladegerät lässt sich sowohl am 110 als auch am 230 Volt Wechselstromanschluss betreiben. Die Ladedauer für eine vollständige Aufladung der 2,88-kWh-Batterie beträgt etwa zwei Stunden. Limitierend ist dabei das Ladegerät mit 960 W. Eine Schukosteckdose kann 3.600 W abgeben.

## Weitere technische Angaben
- Bereifung: 130/60-13
- H4-Frontlicht mit LED-Standlicht